# Ragle-Gletscher
Der Ragle-Gletscher ist ein kleiner Gletscher im westantarktischen Marie-Byrd-Land. Er entwässert das westliche Ende der Fosdick Mountains in den Ford Ranges und fließt zwischen Mount Ferranto und Mount Avers in nordwestlicher Richtung zur Block Bay an der Saunders-Küste.
Erste Luftaufnahmen entstanden bei der United States Antarctic Service Expedition (1939–1941). Der United States Geological Survey kartierte ihn anhand eigener Vermessungen und Luftaufnahmen der United States Navy aus den Jahren von 1959 bis 1965. Das Advisory Committee on Antarctic Names benannte ihn im Jahr 1970 nach Benjamin Harrison Ragle (1888–1956), Leibarzt des US-amerikanischen Polarforschers Richard Evelyn Byrd, der die Expedition des United States Antarctic Service in medizinischen Dingen beratend und finanziell unterstützt hatte.